# ルノー・カングー

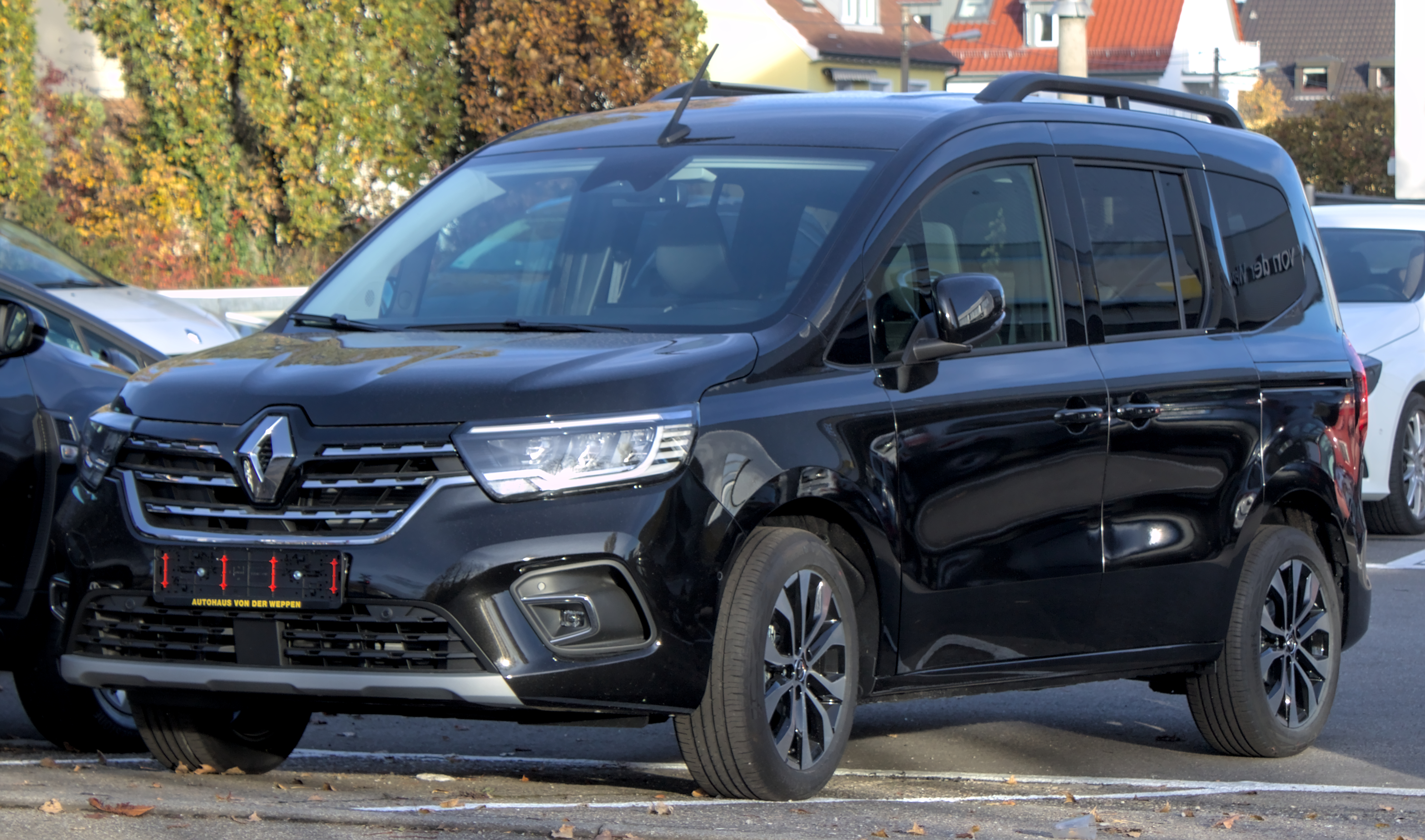
カングーIII

カングー(Kangoo) は、フランスの自動車製造会社、ルノーが1997年から生産する小型フルゴネット又は小型MPVである。生産はフランス・モブージュにあるルノーの子会社「 モーブージュ・コンストラクション・オートモーティブ(MCA)」が担当する。

## 概要
古くは1960年代に開発された「4F」（キャトル・フルゴネット）に端を発する、荷室拡大型小型貨物車の「エクスプレス」(Express)の後継として開発された。
エクスプレスは、ベースモデルとなるシュペール5に大きな箱をつなげたような形状のフルゴネットで、貨客兼用グレードも設定されていた。しかし、ルノーはフルゴネットにもとより備わるユーティリティービークルとしての資質を大きく伸ばすべく、スムーズなハイルーフによる見栄えの向上と、両側リアスライドドアによる4ドア化（貨物仕様にはリアドアなしの2ドアもある）、セニックで評判を得た後部座席独立シート、充実した室内装備などによりカングーの完全乗用車化を果たし、純貨物用である「カングー・エクスプレス」(Kangoo Express, KEX)とともに1997年に発表した。
当初は乗用モデルの「カングー」と商用モデルの「カングー・エクスプレス」は半々の売り上げであったが、次第にその使い勝手が評価されるようになって乗用カングーの売り上げが増え、瞬く間にヨーロッパで大きなセールスとなった。その広い室内空間と高い機能性から、ヨーロッパでは「ルドスパス」（遊びの空間と呼ばれ親しまれている。
ヨーロッパの各メーカーもカングーに追従したモデル（プジョー・パートナー/シトロエン・ベルランゴ、シトロエン・ネモ/フィアット・フィオリーノ/プジョー・ビッパー、フィアット・ドブロ、フォルクスワーゲン・キャディIII、フォード・トランジットコネクト/トルネオコネクトなど）を発表している。

## 初代（1997年 - 2007年）
1997年に登場した「カングー1」は背の高い荷室や、荷室および運転席上のストレージスペース、高い直進安定性、優れたハンドリング、優れた乗り心地などが高い評価を受け、人気モデルとなった。また、ABSを標準で装備するほか、4つのエアバッグを標準装備し、ヨーロッパの衝突安全テスト「ユーロNCAP」において4つ星の評価を得ている。
ラインナップとしては乗用モデルの「カングー」と商用モデルの「カングー・エクスプレス」が存在する。駆動方式は前輪駆動もしくは四輪駆動で、エンジンは1.0L、1.2L、1.4L、1.6LDOHCのガソリンエンジン、LPガス・ガソリン切り替えのLPG自動車、1.5Lと1.9Lディーゼルエンジンもしくはターボディーゼルエンジンが設定される。トランスミッションは4速ATと5速MTの2種類が用意されるが、四輪駆動車は5速MTのみの設定となる。
高い室内高と良好な後部アクセス性を生かした車椅子対応バージョンがヨーロッパ市場等で販売されている。またこのタイプの車種では珍しく、パノラミックサンルーフをオプションで選ぶことができる。
2002年から、フランス国内のテレビCMにイギリスの人気キャラクター「ウォレスとグルミット」が登場し、人気を博した。また、「ウォレスとグルミットバージョン」の限定車も発売された。
輸出市場においてはヨーロッパ諸国のほか、アフリカ諸国、日本やマレーシア、シンガポールなどのアジア諸国、オーストラリアやニューカレドニアなどの太平洋諸国でも販売された。また、マレーシアのタンチョンの子会社である「TCユーロカーズ」でノックダウン生産され、近隣諸国へ輸出された。

### 日本市場
- 2002年3月 - 本国登場から遅れること約4年後に、人も荷物も余裕を持って搭載することのできる小型MPVとしてルノー・ジャポン株式会社(RENAULT JAPON K.K.)より発売。当初は1.4LガソリンのK7Jエンジンに4速ATを組み合わせ、跳ね上げ式の「ハッチバックドア」を採用したモデルのみが導入された。
- 2003年8月 - マイナーチェンジ。新デザインのフロントマスクをもった仕様が導入され、1.6L DOHC K4Mエンジンと4速プロアクティブATが搭載されたモデルとなった。さらに観音開きタイプの「ダブルバックドア」のタイプも選択できるようになった。その後「ハッチバックドア」は正規輸入が中止され、「ダブルバックドア」のみの設定となっていた。
- 2004年11月 - ダブルバックドアに5MTを組み合わせたモデルも導入が開始された。MT車の販売比率は平均20%前後で推移し、多い時は30%を占めることもあった[3]。
- 2006年?月 - マイナーチェンジ。「ジェネレーション2006」ではフロントグリルのデザインが変更され、内装の質感を向上させたほか、後部座席にトレイがつくなどさらなる装備の充実が図られている。日本初公開の場として2005年10月に開催された東京モーターショーが選ばれた。
- 2007年 - 装備を簡略化したオーセンティックも導入された。

拡大された車室を与えられたことによる居住性・使い勝手と多彩なシートアレンジが特長で、輸入車としては低価格と充実した装備も相俟って、この種の輸入車としては異例の月100台以上が販売されたことも多く、正規輸入台数は累計9000台（2009年9月時点）であった。また、その車室の広さや使い勝手の良さからレクリエーショナル・ビークル（RV）としても使用され、またキャンピングカーへの架装素材としても人気が高い。
日本における購入層は「30代のヤングファミリー」が9割以上を占めていた。

### ラインナップ
カングーGPL車
この時代、フランスではLPG自動車ブームが起こり、年率500%の伸びを示していたこともあり、フランスの自動車メーカー各社は全ラインナップにLPG車をラインで生産し用意し、他の欧州メーカーや日本車もフランス向けにはLPG仕様を投入することとなる。他のルノー車同様、カングーにもLPガス・ガソリン切り替え式のバイフューエル仕様が用意されていた。2009年からは、メーカーオプションでLPG自動車に仕立てている。　
ヨーロッパ市場などでは四輪駆動や荷室部分を延長した「マキシ」、また、スウェーデンではピックアップトラックが用意される他、マレーシアなどでは3列7人乗りも用意されている。バックドアは、跳ね上げ式の「ハッチバックドア」と、観音開きの「ダブルバックドア」の2タイプを選択できる。

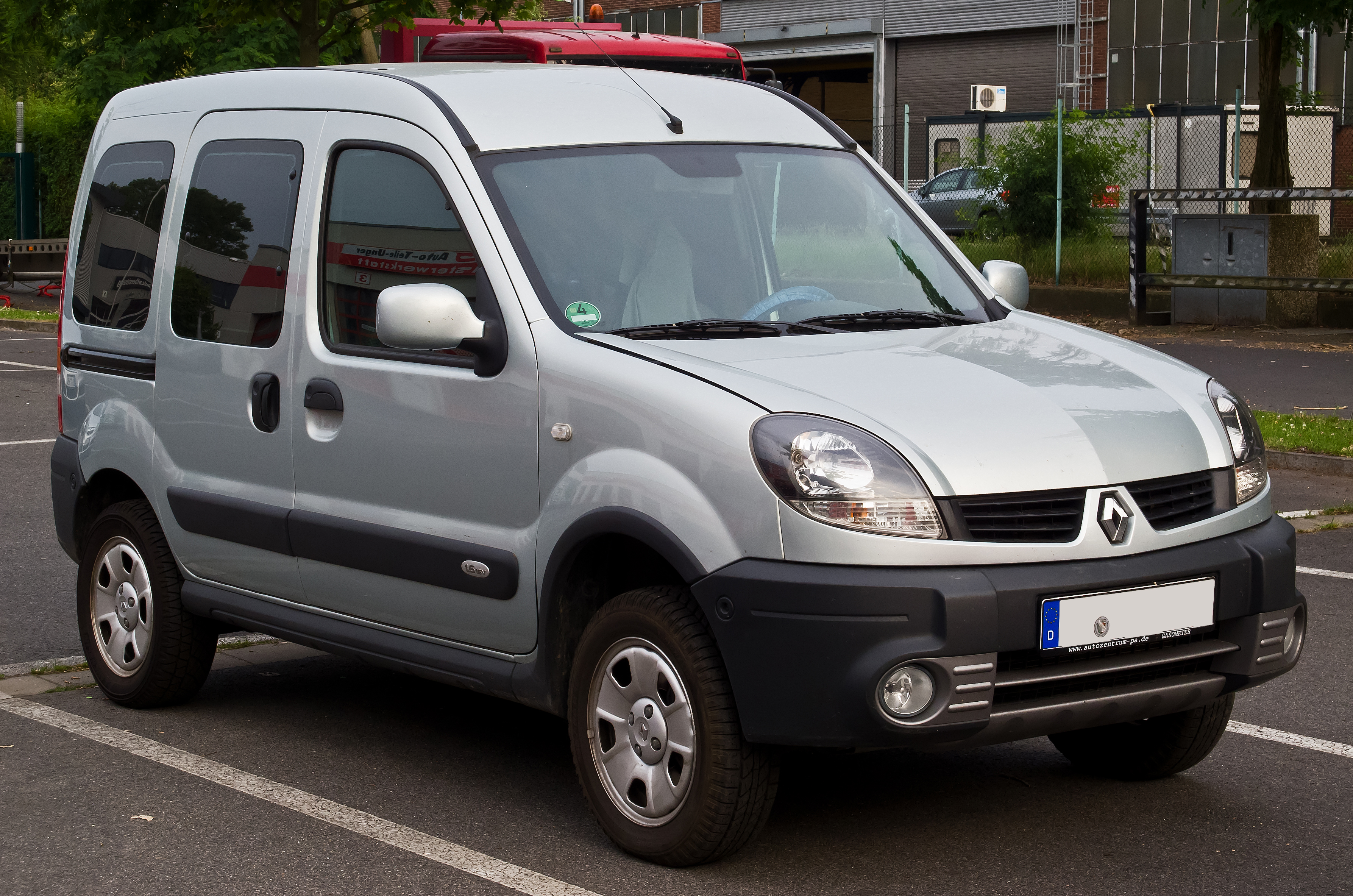
カングー1 4x4
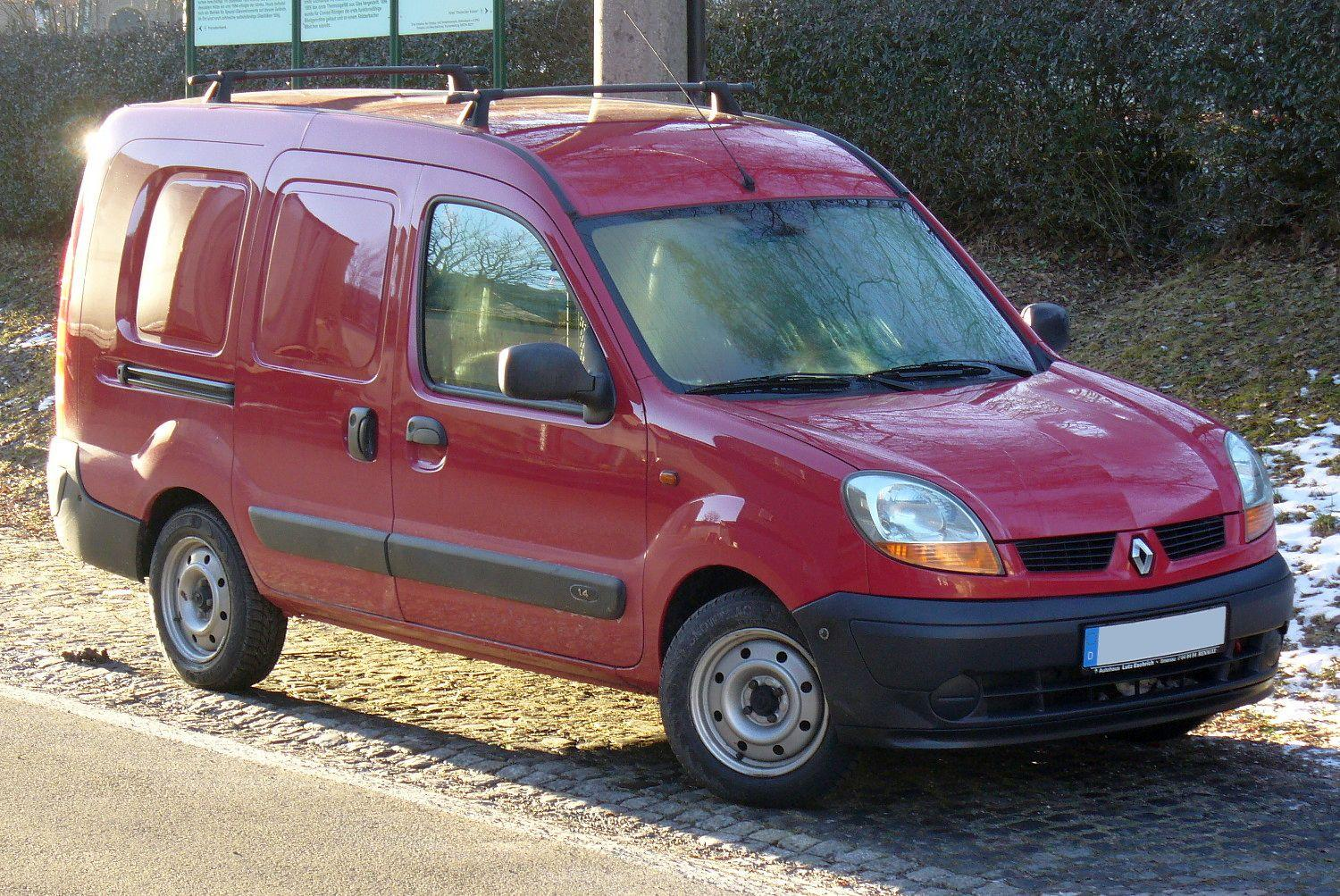
エクスプレスマキシ

## 2代目（2007年 - 2021年）
2007年に新型である「カングーII」が発表された。パーキングブレーキレバーのグリップは車軸方向でスバル・アルシオーネにも似た特徴的な形状となっているが、これは1日数百回も操作するフランスの郵便局員たちの協力を得て開発している。車名の文字体が小文字の｢Kangoo｣から一部の大文字の｢KanGoo｣に変更され、ホイールが4穴からPCD108の5穴に変更されている。
カングー1において、4から5人乗車の場合は空間のゆとりが少なくなるため、室内空間の拡大がユーザーから要望されていたことや、後発のライバル車種が満たしていた欧州規格1200×800mmのパレット積載ができない欠点を克服するため、居住性・積載性・衝突安全性などの向上を目的として、横幅を中心に大型化されたほか、各種装備の内容が向上した。これに伴い、プラットフォームは2代目クリオベースのものからメガーヌと同じCプラットフォームに変更された。
2016年1月20日には、2007年からの累計生産台数が100万台を達成した。100万台目は日本仕様である。

### ラインナップ・バリエーション
エンジンは105PSを発生する1.6L・DOHCのK4M型をはじめとしてK9K型（1.5L・直噴ディーゼル）を含め計5種を用意。
乗用モデルの「カングー」と商用モデルの「カングー・エクスプレス（一部地域での名称は「カングー・バン」）」が用意されるが、前者には全長とホイールベースを380mm短縮し、ルーフ後端を開閉式、バックドアを横開きとした「カングー・ビボップ」（BE BOP 、2011年12月生産終了）、後者には全長・ホイールベース/全高をそれぞれ380mm/100mm延長した「マキシ」(MAXI)と全長・ホイールベースを380mm短縮した「コンパクト」も用意される。
2019年から2021年まで、欧州市場において日産NV200の後継として、「日産NV250」の名でも販売されていた。

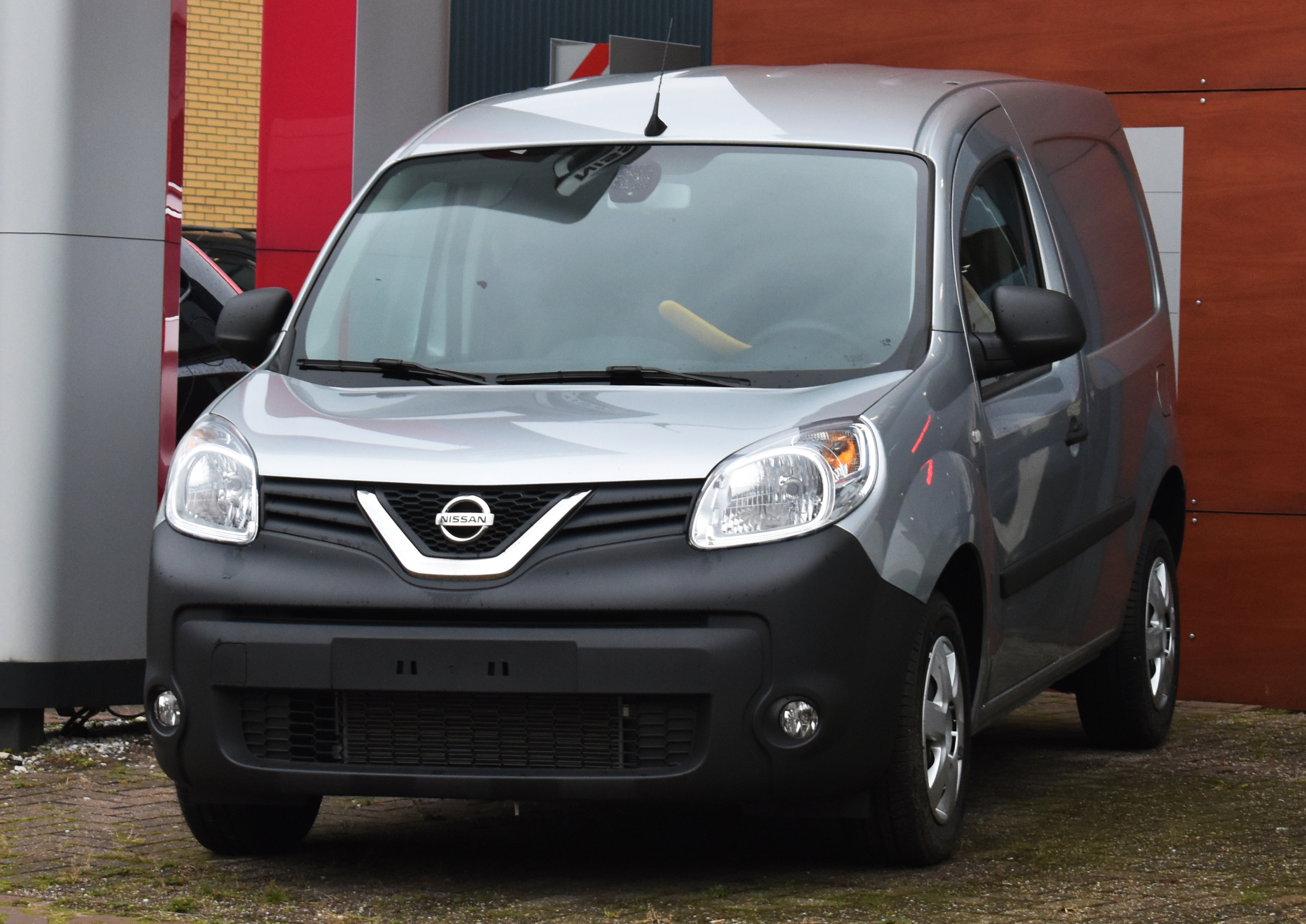
日産・NV250 フロント
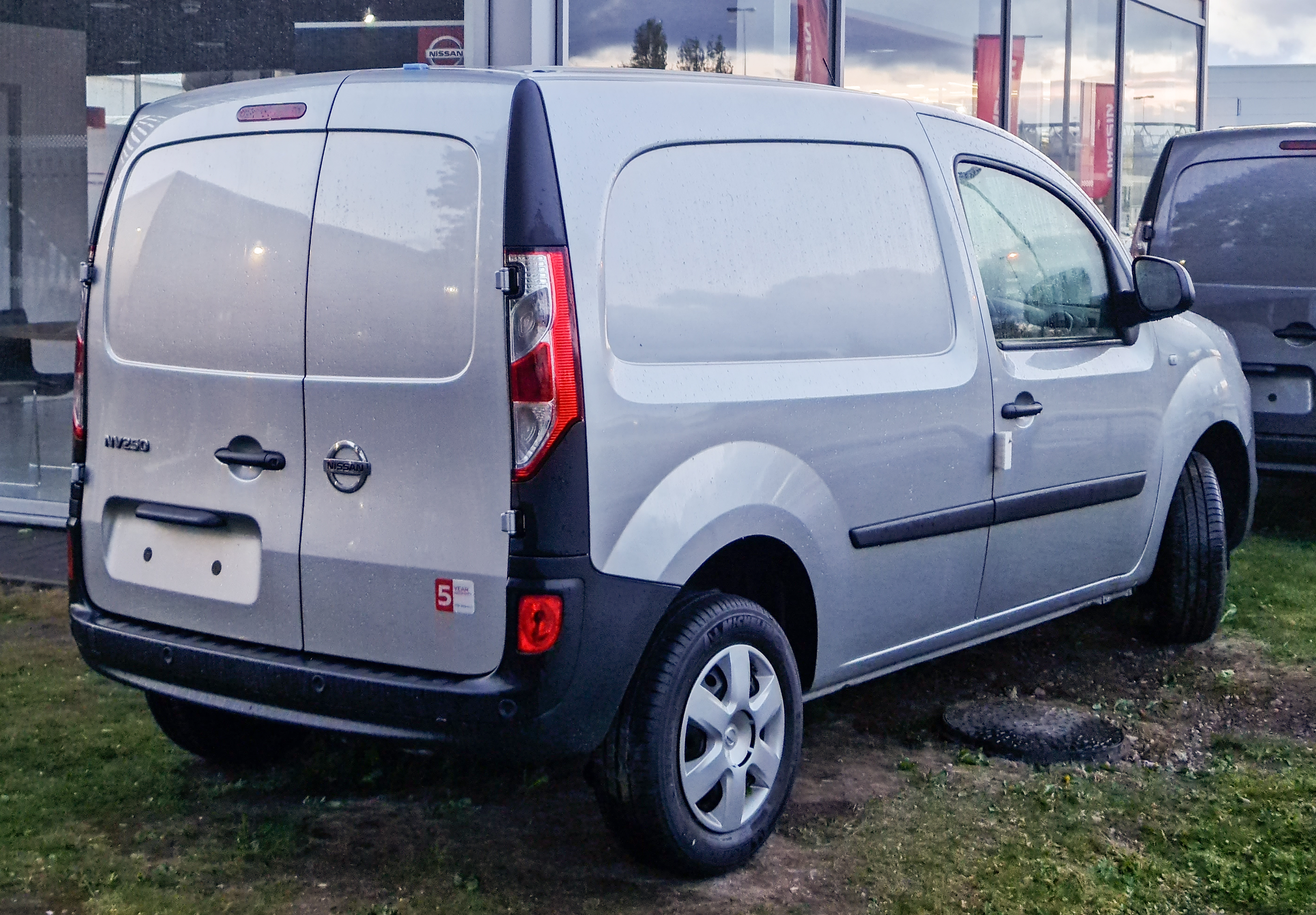
日産・NV250 リア

### 日本市場
2009年9月1日 - 日本向けのフルモデルチェンジを発表、同年9月11日に発売。ボディサイズは全長4,215x全幅1,830x全高1,830mmと大型化し、日本におけるナンバー登録は全幅が1,700mmを超えたことで従来の5ナンバーから3ナンバーに変更となった。このことから愛好家の一部からは「デカングー」の愛称でも呼ばれている。エンジンは105PSを発生する1,6L・DOHCのK4Mエンジン搭載車のみ、トランスミッションは4速ATと5速MTの2つを設定、ボディカラーは標準色6色・注文生産色6色の計12色を用意。後部ドアは観音開きタイプの「ダブルバックドア」仕様のみとなる。日本仕様の大きな特徴として、日本の保安基準に配慮し、助手席側フェンダー上にサイドアンダーミラーを装着している。最小回転半径がカングー1は5.2mだったが、新型カングーは5.1mに改善された。引き続き設定されたマニュアル車の比率は当初15%程度と予想されていたが、実績は30%程度と予想を上回る需要がある。
- 2011年9月1日 - マイナーチェンジ（発売は同月7日より）。カラードサイドモール（ジョン・アグリュムのみブラック）とシルバー色のアウタードアハンドルを新採用。また、ダークカーボンの内装色、ライトグレーのシート地とし、質感の向上を図った。同時に「ブルー・エトワール・メタリック」と「マロン・ショコラ・メタリック」の新色2色を加え、計10色とした。
- 2012年3月29日 - 上級グレード「IMAGE（イマージュ）」を発表。ビボップのフロントバンパーとヘッドライトを採用するとともに、本皮革ステアリングや専用シート、専用15インチアルミホイール、ESP等も装備。ボディカラーは全5色。4ATのみの設定。
- 2013年8月26日 - マイナーチェンジ。合わせて「イマージュ」と「5MTモデル」の販売終了。フロントまわりをローレンス・ヴァン・デン・アッカーが手掛け、4代目ルーテシア同様、CIマークを大型化し、グリルが横一文字にヘッドライト間を横断するデザインに刷新。グレード体系を見直し、ベーシックな「アクティフ」とカラードバンパーやフォグランプ、本皮革ステアリング、オートエアコン、オートライト、オートワイパーなどを装備した「ゼン」の2種とした。基本メカニズムに変更はないが、5MTがラインナップから外れ、全車、マニュアルモード付プロアクティブ4ATのみとなった。発売は同月29日から[12]。
- 2014年
  - 1月17日 - 顧客から要望の多かったMTモデルが復活。「アクティフ」に5MTを追加し、翌2月7日から販売を開始する。日本市場においては前回の改良から半年足らずでのMT車復活となった。
  - 5月15日 - ターボモデル追加。「ゼン」に1.2L直噴ターボエンジン「H5F」+6MT搭載モデルを追加。4ATとの外見上の違いはないが、ストップ＆スタート機能、ECOスイッチ、エクステンディッドグリップなどの専用装備を組み合わせる。カングーで6速MT車が設定されるのは初めてである。また、日本で発売されるカングーでは初めてのターボ車でもある。
- 2016年6月 - EDC車を設定。ATが大半を占める日本市場の特殊性と同市場における安定した人気の高さに応える形で開発・搭載した[13]。

#### カングー ビボップ(KANGOO BE BOP)
- 2010年
  - 5月10日 - ルノージャポン公式サイト上で今夏、日本でも発売することを発表。
  - 6月17日 - プレス向けに日本仕様を公開[14]。
  - 7月15日 - 導入概要が正式に発表され、日本発売記念特別モデル（オランジェ・エタンセル（橙）/グリ・シデラル、ブラン・グラシエ（白）/グリ・シデラル各色15台限定、計30台、価格234.8万円）[15]の予約受付を開始する。エンジンはベースのカングーと同じ1.6LのK4Mであるが、組み合わされるトランスミッションは5MTのみでATはない。その理由はビボップのシャシが商用車のエクスプレスと共用ゆえ物理的にATを搭載できないからである[16]。尚、本モデルの発売はフランスと日本のみである。
  - 9月9日 - 通常モデルの販売開始[17]。
- 2011年12月 - 販売を終了。

#### 日本市場における特別仕様車の変遷
日本市場においては幾度となく特別仕様車が設定され、中には日本市場専用設定色もある。以下、特別仕様車についての詳細を記述する。
- 2010年6月3日 - 特別仕様車「クルール」を設定し、台数限定で発売[11]。「クルール」は、その名前（クルール＝フランス語で“色”）が示すように、ボディカラーが特徴。目下レギュラーで展開している5色とオーダーカラーの6色にはない、「オランジュ・プロヴァンス」（橙）、「ベール・パリ」（緑）、「ブルー・フランス」（青）のソリッドな3色を用意し、サイドミラーは黒塗装（ただしメタリックカラー）で、バンパーはウレタンの素地（黒）になるなど、欧州の実用車らしいプレーンな佇まいとなった（この2アイテムはその後の同シリーズにも引き継がれる）。各色30台、合計90台限定販売。
- 2011年7月1日 - 昨年に引き続き特別仕様車「クルール」を設定（販売は同月9日より）[18]。ボディカラーはかつてのルノーの名車「5」の純正色「ブルークレールメタリック」（青）、「オランジュアンダルー」（橙）、「ベールジャルダン」（緑）に加え、今回初登場の「ローズ」（ピンク）を加えた計4色とした（いずれも日本市場限定色）。シートをライトグレーに、インテリア各部をダークグレーでコーディネイト。販売台数はローズのみ30台で、その他は各90台限定となる。
- 2012年
  - 5月17日 - 一昨年、昨年に引き続き特別仕様車「クルール」を設定。3度目となる今回のテーマは「フレンチレトロ」。60年代に設定されたルノー車のカラーリングから南フランスをイメージした3色が選ばれ、設定された（キャトルに設定された「ベージュ カマルグ」、エクスプレスに設定された「ブルーエクスプレス」、キャトルCVに使われた「ヴェール パステル」の3種）。
  - 11月26日 - イマージュをベースに「Carrement Chocolat（キャレマン・ショコラ、フランス語で「チョコレート尽くし」の意）」とのコラボレーションによる特別仕様「ショコラ」を発売。ボディ色をマロンショコラメタリックのみとし、内外装をショコラ色でコーディネイト。パイオニア製SDナビゲーションシステムも特別装備。価格はベース車と同じ244.8万円。同年12月25日までの期間限定30台のみの販売となる。
- 2013年
  - 2月22日 - 特別仕様車「クルール」を発表。4期目となる今回は「毎日に花を」をテーマに青色の「カルム ブルー」、紫色の「タンタシオン ヴィオレ」、黄色の「クラージュ ジョン」の鮮やかな3色を設定。全て日本市場限定色となる。各色60台限定。
  - 6月25日 - カングー1にも設定されたオーセンティックが300台限定で導入された。オーセンティックは、ブラックバンパー、ブラックサイドプロテクションモール、ブラックドアミラー、ブラックドアハンドル、ブラック・リアコンビランプ・ガーニッシュ、マニュアルエアコン、ダークカーボン内装を採用する他、シート生地が新デザインとなる。
- 2014年
  - 8月29日 - カングー2として初めてサンルーフを装着した「コンフィチュール」を発表。ボディカラーは、過去にはカタログにあった、「ルージュパボ（ラズベリー）」と「ブルーボルガ（カシス）」。コンフィチュールはフランス語で「ジャム」の意。
  - 10月23日 - 「ZEN（AT）」をベースとした「ペイサージュ」を発表。シャンパーニュ地方にちなんだブドウの葉をイメージした「ヴェール カクトゥス M（緑色）」、菜の花をイメージした「ジョン シトロン（黄色）」、わずかにくすんだ空の色をイメージした「ブルー アルジョン M（青色）」3色を用意し、シルバー/ブラックのフロントバンパー、ブラックリアバンパー、シルバードアミラー、プライバシーガラス、フロントシートバックテーブル、可倒式助手席を特別装備している。尚、ペイサージュとはフランス語で「風景」を指す。
- 2015年
  - 6月4日 - 昨年に引き続き、「ペイサージュ」を発表。今回は、「南仏プロヴァンス地方に広がるオレンジ色の家並み」をイメージした「オランジュ エタンセル」1色のみの設定。主装備内容は前回と同じである。今回はATに加え、6MT搭載の1.2Lターボもラインナップされる（AT:60台、MT:40台）。
  - 8月26日 - 「ZEN」をベースとした特別仕様車「ラ・ポスト（LA POSTE）」を発表、同日に文京区の本郷郵便局にて発表会を行った（計150台。内訳は1.6L・4AT：90台、1.2L直噴ターボ・6MT：60台）[19]。フランス郵政公社（ラ・ポスト）で実際に使用されているカングーの黄色い郵便車がモチーフ。現地仕様のラ・ポストと同じ可倒式助手席、シルバー＆ブラックバンパー、シルバードアミラー、プライバシーガラス、塗装色は「ジョン ラ・ポスト」のみ。尚、同色がフランス国以外で採用されるのは初。
  - 10月22日 - 2013年以来となる「クルール」を設定。5回目の今回は「フランスが香る色」をテーマにローズマリーをイメージした「ブルー アンサンシエ」（青、60台限定で、内訳はATが40台、MTが20台）、「ヴェール・ロマラン」（緑、100台限定でAT70台、MTが30台）の2色を設定。
- 2016年7月21日 - 「ZEN」に6速EDCを追加。同時にラインナップを見直し、「ZEN」は1.6L・4AT、1.2L・6EDCと同・6MTの3種、「ACTIF」は1.2L・6MTの1種の計4種となった。新たに加わった6EDCはルーテシアやキャプチャーに既に搭載済のものと基本は同じであるが、重量増に伴って最終減速比が変更されている。また、H5F型1.2Lターボエンジンも低速域を重視してルーテシア比で最大トルクが20.9㎏mから19.4kgmへ、最高出力が118PSから115PSへと変更されている。
- 2017年
  - 2月23日 - 2015年以来、1年ぶりに「クルール」を設定。6回目の今回は1.2Lターボの「ZEN」をベースに、マルセイユの青い海をイメージした「Bleu Marseille（ブルー マルセイユ）」のみを設定（MT、EDCの計100台限定）。
  - 3月30日 - 2016年12月にルノー・ジャポンとイオンペットの協業を記念した「Renault KANGOO With Pet（ルノー カングー ウィズ ペット）」を発表。「ZEN」ATをベースに、「専用シートカバー」や「わんタッチドッグラン」など11つのアイテムを装備。限定20台（ジョン アグリュム（黄）/ブルー エトワールM（青）の各10台）のみであるが、販売方法は先着順ではなく、2017年3月30日 - 4月17日まで商談を受け付け、商談希望者多数の場合は抽選となる。
  - 5月14日 - ロクシタンと共同開発した特別仕様車「アン プロヴァンス」を発表（発売開始は同年6月8日）。「ZEN」のEDCをベースに70台限定。外装は専用色である「オランジュ エタンセル M」のみとし、シルバー＆ブラックフロントバンパー、ブラックリアバンパー、シルバードアミラー、専用CABANA製シートカバーを装備。加えて、専用オプションとして「クラシックアロイホイール」も用意。また、成約者全員にロクシタンが監修した「ヴァーベナドライビングキット」をプレゼントした。
  - 6月8日 - 特別仕様車「オーセンティック」を発売。「ACTIF」の6MTをベースに、価格はそのままにクラシックアロイホイール（ホワイト）とマルチルーフレールを追加。外装色は「グリ メタン」と「ブラン ミネラル」の2種。60台限定。
  - 8月24日 - 特別仕様車「S MT」を発売。「ZEN」の6MTをベースに、価格はそのままにO.Z製の専用アロイホイールやフォーカルのサウンドシステム、マルチルーフレールを追加。60台限定。
  - 9月14日 - 特別仕様車「ラ・タント・イレーズ」を発売。「ZEN」のEDCをベースに、外装は専用色である「ヴェール ジャッド」のみとし、シルバー＆ブラックフロントバンパー、ブラックリアバンパー、専用デザインデカール、マルチルーフレール、専用CABANA製シート/フロントアームレストカバーを装備。更に成約記念品として、ラ・タント・イレーズ製のテント「No.1イル・ド・ユー」と限定スウェットパーカー（S・M各1着）、限定カップルバッグがプレゼントされた。60台限定。
  - 10月12日 - ルノーのF1参戦40周年を記念した特別仕様車「フォーミュラエディション」を発売。「ZEN」のEDCをベースに、「ノワール メタル M」に「ジョン シリウス M」のフロントブレードとフロントフォグランプトリムを組み合わせた2017年シーズンのルノーのF1マシンをほうふつとさせる外装色を採用、ブラック ルノーロゴ、専用サイドストライプ、15インチブラックアロイホイール＋イエローセンターキャップ、ブリリアントブラック センタークラスターを装備。30台限定で、同日-同月16日まで予約を受け付け、30台を超える申し込みがあった場合は抽選販売となる。
  - 10月19日 - 特別仕様車「クルール」を発売。「ZEN」のEDCをベースに、ハロウィーンのカボチャをイメージした「オランジュ シトロユ」を外装色に採用し、シルバー＆ブラックフロントバンパー、ブラックリアバンパーを装備。60台限定。尚、同年内に2度クルールを発表したのは今回が初である。
- 2018年
  - 5月10日 - 特別仕様車「ウィズ ペット」を発売。2回目の今回はベース車を「ZEN」のEDCに改めた。「ジョン アグリュム」のみの10台限定で、同日-同月23日までを注文期間とし、一定期間は抽選での販売となる。
  - 5月24日 - 特別仕様車「クルール」を発売。今回のテーマは「夏のヴァカンス」で、フレンチアルプスの山並みを彩る緑と山々を囲む空の青をイメージした「ヴェール モンターニュ M」および「ブルー シエル M」を外装色に採用、ブラックバンパー、ボディ同色のフロントグリルブレードを装備。更に成約記念品として、ラ ロッシュ ポゼのUVケアアイテムがプレゼントされた。「ZEN」のEDCがベースで、各色100台ずつの200台限定。
  - 7月5日 - カングー誕生20周年記念として、「ZEN」のEDC車（この時点で標準モデルが「ZEN」のみとなったため、以降のベース車両はすべて「ZEN」の6MTもしくはEDC）をベースにフランス語で「20周年」を意味する「20ans（ヴァンタン）」を発表（日本市場は200台限定）。同日-同月16日まで予約を受け付け、200台を超える申し込みがあった場合は抽選販売となる。日本独自のカングーの祭典「カングージャンボリー」にインスピレーションを受けて企画された「20ans」は特別装備として「ルージュ パボ マイカ」の専用外装色、車体グラフィックを幾何学的にプリントしたシート生地、ボディ同色ドアミラー、サイドプロテクションモール、専用デカール、フロントフォグランプのシルバートリム、専用デザインのホイールカバー、マルチルーフレール等が奢られる。
  - 11月1日 - 「プラティーク」を発売（限定、EDC:160台）。専用色「グリ メタン」に、シルバー＆ブラックフロントバンパー、ブラックリアバンパー、ブラックセンターキャップ＆ホイールボルトカバー、フォーカルのサウンドシステムを装備。
- 2019年
  - 2月28日 - 「クルール」を発売（限定、EDC:200台）。今回のテーマは「イースター」で、その象徴である卵をイメージした車体色「イヴォワール」を採用、ブラックバンパー、専用ファブリックシートも採用する。
  - 5月10日 - 「エスカパード」を発売（限定、EDC:200台）。車体色に「マロン ショコラ」を採用し、専用ファブリックシートや「20ans」と同デザインのホイールカバー、専用デカール、シルバープレートなどを装備。
  - 6月7日 - 「クルール」を発売（限定、EDC:200台）。フランスのリゾート地「サントロペ」をイメージした「ブルー ドラジェ」を外装色に採用し、ブラックバンパー、ブラックドアミラーを装備。
  - 9月12日 - 「クルール」を発売（限定、EDC:200台）。フランス中部リモージュ地方にある、「フランスの最も美しい村」発祥の地 コロンジュ・ラ・ルージュの街並みを彩るオレンジをイメージした「オランジュ コロンジュ」を外装色に採用し、ブラックバンパー、ブラックドアミラーも採用。尚、同年内に3度クルールを発表したのは今回が初である。
  - 11月7日 - 「エヴァジヨン」を発売（限定、EDC:100台）。フランス流の休日の過ごし方をテーマに、フランスの豊かな緑をイメージしたボディカラー「ヴェール ジャッド」を採用。また、ブラック＆シルバーフロントバンパー、フロアカーペットの豪華さとラバーマットの防水性をあわせ持つデュアルカーペットを装備。
- 2020年
  - 2月6日 - 「クルール」を発売（限定、EDC:200台）。車体色にハーブやグリーンをふんだんに使ったフランスのブーケ「シャンペトルブーケ」をモチーフにした「ヴェール シャンペトル」を採用し、ブラックバンパー、ブラックドアミラーも採用。
  - 3月5日 - 「ペイサージュ」を発売（限定、EDC:200台）。コルシカ島の景勝地「ボニファシオ」の「象牙色の断崖」をイメージした白色「イヴォワール」を採用し、ブラック＆シルバーフロントバンパーやブラックリアバンパーも装着される。
  - 5月21日 - 「クルール」を発売（限定、EDC:200台）。車体色には“働くクルマ”としてフランスの街並みに溶け込むプロユースのカングーをモチーフとした「グリ アーバン」を採用し、ブラックバンパー、ブラックドアミラーも採用。
  - 9月8日 - 「ラ・ポスト（LA POSTE）」を5年ぶりに発表（限定200台）。専用車体色である「ジョン ラ・ポスト」も含め、前回とほぼ同じ装備内容だが、前後バンパーのシルバー加飾が付かない。
同時に、「アシエ（ACIER）」（フランス語で”鋼”を意味する）も発表（限定100台）。濃いグレーの専用カラーのグリ アーバンに加えて、ブラックバンパー、スチールホイールなどタフなイメージに仕立てた。
両仕様ともに同年9月10日-同13日までの期間限定申し込みとなり、申込数が限定数を上回った場合は抽選販売となる。ともにEDCと6MTから選択が可能。
- 2021年7月1日 - 「リミテッド ディーゼルMT」を発表（販売は7月8日から。限定400台）。日本正規導入のカングー初となる1.5Lターボディーゼルエンジン「K9K」型を搭載し、6MTのみが組み合わせられる。前後バンパーとホイールはブラックアウトされ、タフな道具感を演出。さらにLEDデイランプ、バックソナー、「LIMITED」エンブレムが特別に装備される。車体色は「グリアーバン」「ノワールメタルM」「ブルーエトワールM」「グリハイランドM」「ルージュビフ」「ジョン ラ・ポスト」の全6色を設定。尚、「リミテッド ディーゼルMT」は日本向けカングーII最後の特別仕様車となる。

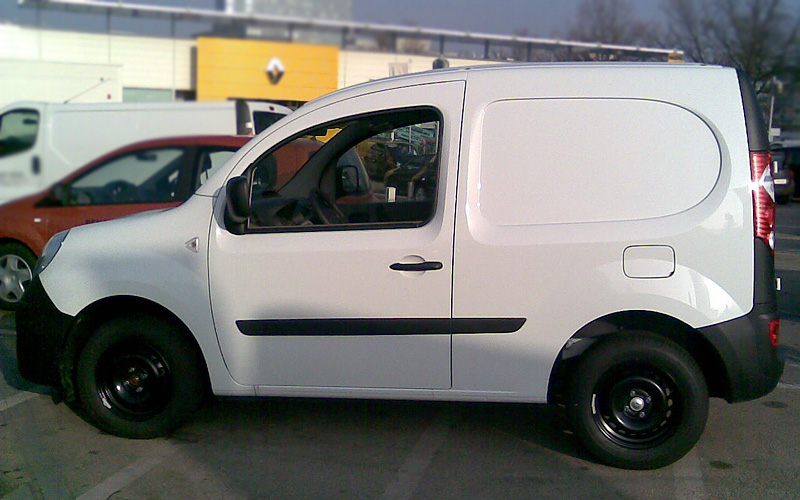
前期エクスプレス コンパクト
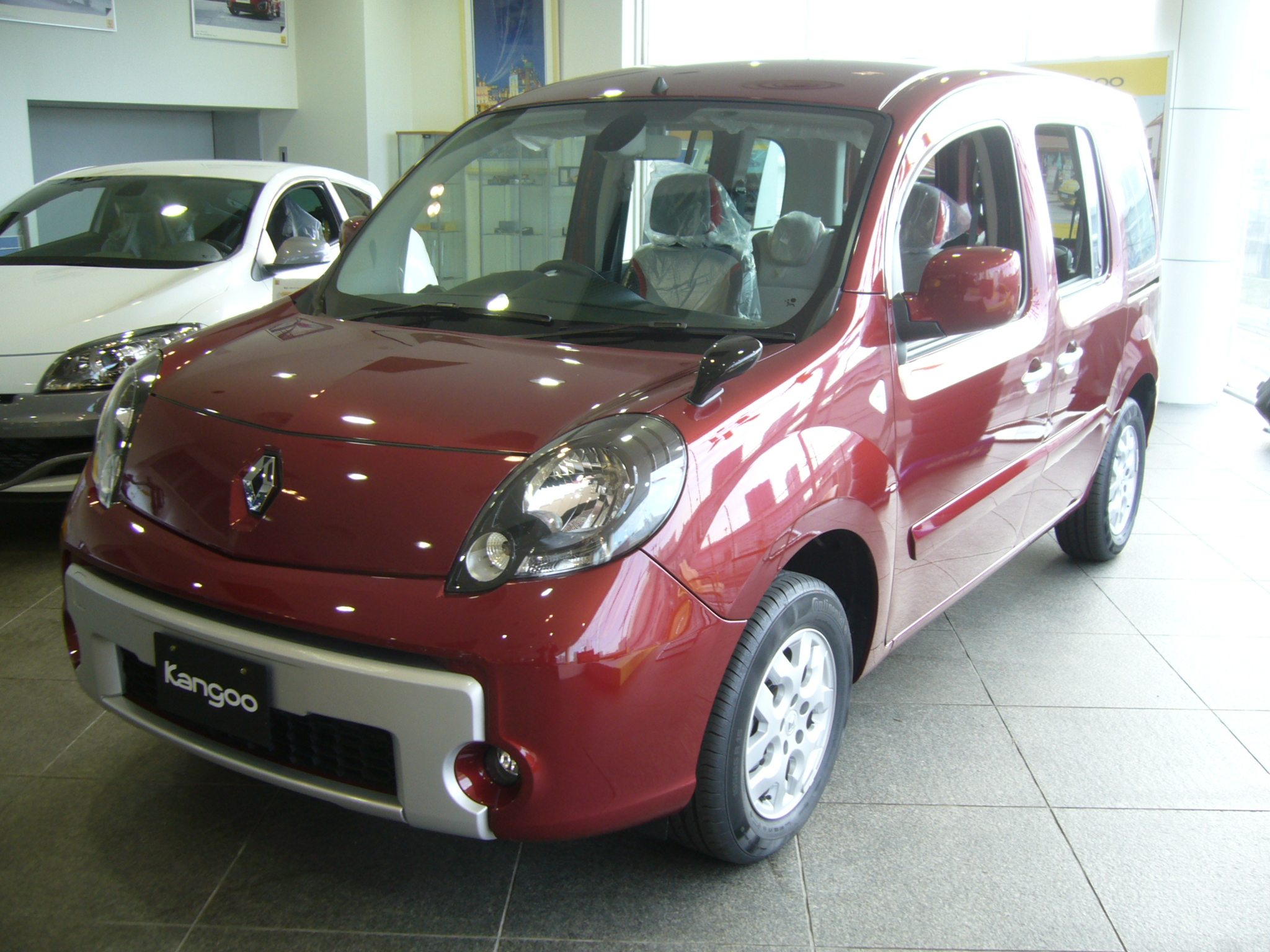
前期イマージュ フロント
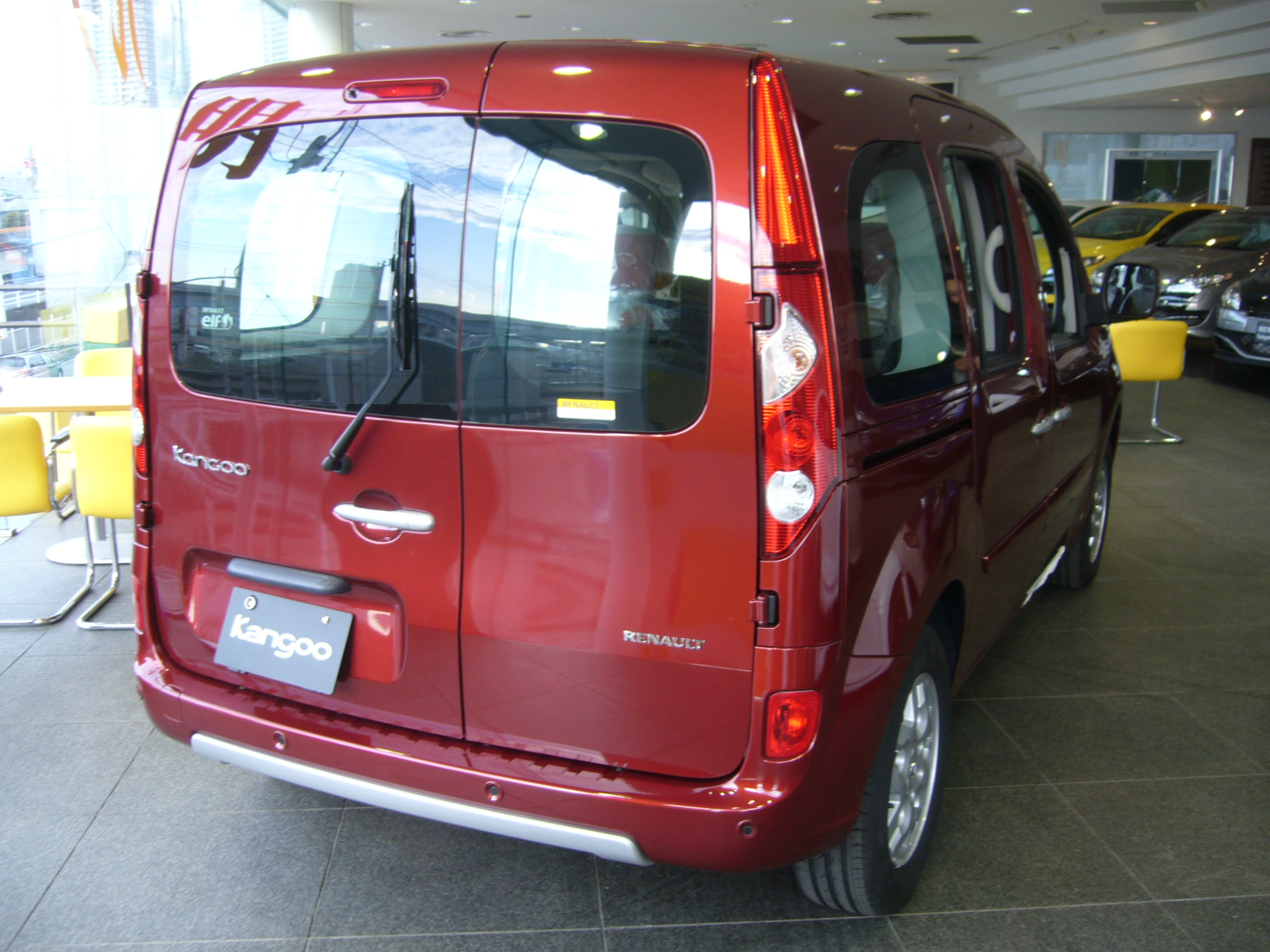
前期イマージュ リヤ
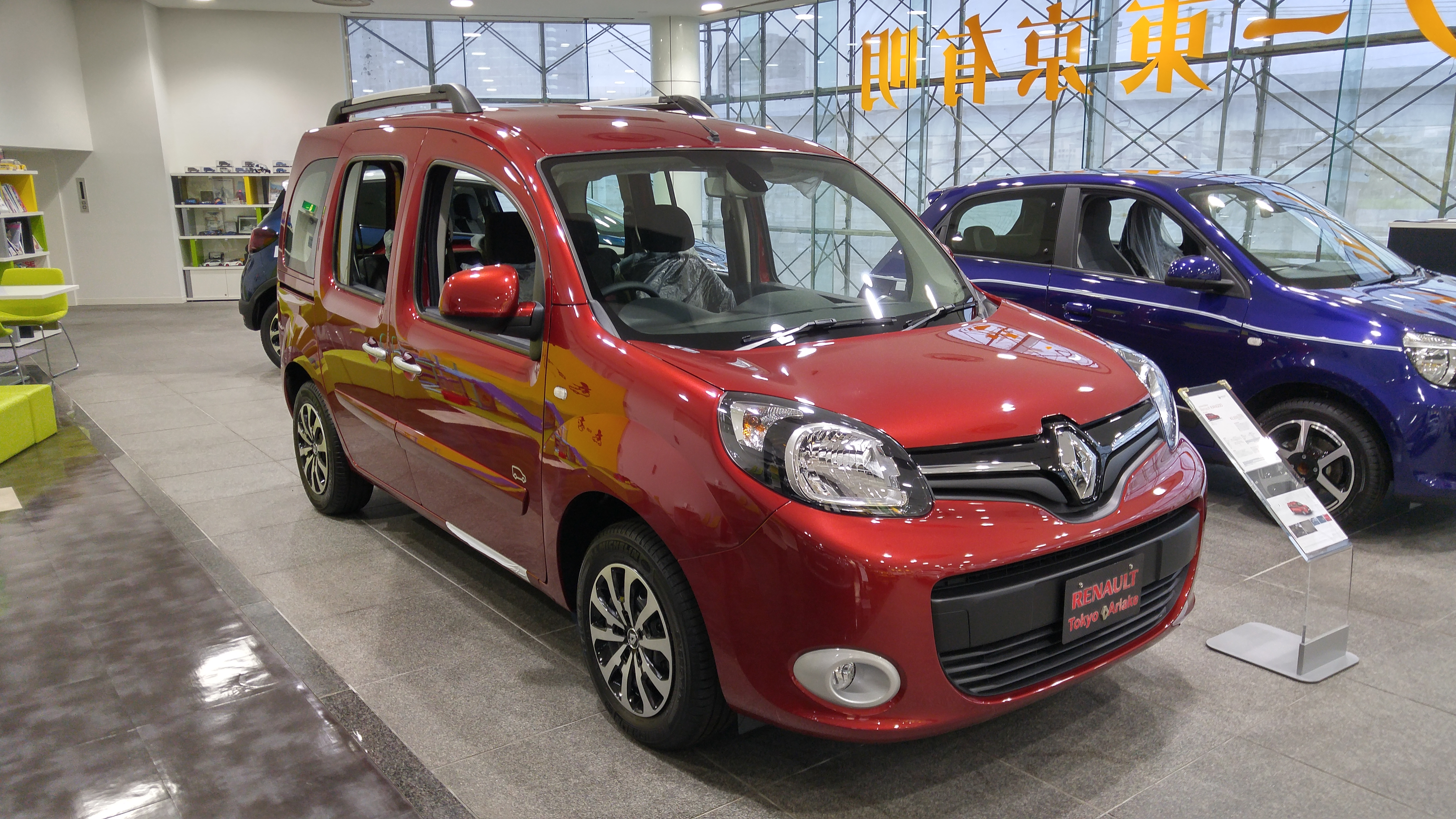
20ans（2018年）

## 3代目（2021年-　）
2020年11月に発表され、翌2021年5月に販売を開始。先代同様、乗用モデルと商用モデル（ラピッド）の2本立てとなる。ボディはさらに大きくなり、プラットフォームもCMF-C/Dに刷新された半面、先代の「マキシ」「コンパクト」にあたるグレードは廃止されている。エンジンは2種の1.3L直噴ガソリンターボ（TCe100、TCe130）と3種の1.5Lディーゼルターボ（Blue dCi 75、Blue dCi 95、Blue dCi 115）に加え、EV仕様である「Z.E.」も追って追加予定である。兄弟車はメルセデス・ベンツ・シタン及びメルセデス・ベンツ・Tクラスと日産・タウンスター。
今回はそれらに加えて一回り小さいエクスプレスも用意される（日産、メルセデス・ベンツ向けは非設定）。エクスプレスはボディ形状を変更し、全長4,393mm（欧州仕様カングー比-93mm）x全幅1,775mm（同-85mm）x全高1,811mm（同+3mm）とすることで取り回しに配慮している。尚、このモデルは2020年をもって廃止されたダチア・ドッカーの後継的役割も兼ねている。

### 年表
2020年11月、フランスで発表。
2020年11月、3代目の新型が本国で発表。2021年には商用モデルのEV版、カングーバン E-Tech electricが発表。
2022年2月24日、ルノー・ジャポン公式サイト上において、日本市場には2022年後半に投入予定とされている。
2022年9月9日-10月のパリモーターショーにおいて、EV版のカングー E-Tech electricを世界初公開すると発表。
2022年10月16日、山梨県の山中湖で行われた「カングージャンボリー」にて日本仕様がお披露目となった。日本仕様のスペックは全長x全幅x全高＝4,490㎜x1,860㎜x1,810㎜、ホイールベースは2,715㎜。日本のユーザーの嗜好を採り入れ、乗用車仕様をベースとしつつもラピッドの観音開きゲートと素材色（無塗装）バンパーを採用。エンジンは1.3Lガソリンターボと1.5Lディーゼルターボの2種が用意され、全車が7速DCTとなり、安全運転支援システム「ルノーイージードライブ」が標準装備となる予定である。
2023年2月24日、日本仕様が発表された。グレードはカラードバンパーとフルホイールカバーを採用する「インテンス」と無塗装バンパーを採用する「クレアティフ」の2種（加えて、受注生産で「ゼン」も用意する）。ともに1.3L直噴ターボガソリンエンジンと1.5Lコモンレール式ターボディーゼルが選べる（「ゼン」はガソリンエンジンのみの設定）。トランスミッションは全車7速DCTのみ。
乗用モデルの無塗装バンパー+横開きゲートはフランスでは非設定で、根強いファンを持つ日本市場のために特別に組み合わされたものである。
なお、日本での発表を記念し「クレアティフ」をベースとした特別仕様車「プルミエール・エディション」が発表された。
さらに2024年にカングーヴァリエテが150台限定で発売された。2024年のカングージャンボリーで、3代目初のディーゼルのMT車のカングークルールの「ベージュサハラ」と「グリ　カシオペ」の2色が70台ずつ限定で発売された。
カングーはルノー車の中で1番運転アシスト性能が多い。
- ハイウェイ&トラフィック
- エマージェンシーレーンキープアシスト
- アクティブエマージェンシーブレーキ（衝突被害軽減ブレーキ）歩行者・自転車検知機能付
- オートハイロービーム
- トラフィックサインレコグニション（交通標識認識）

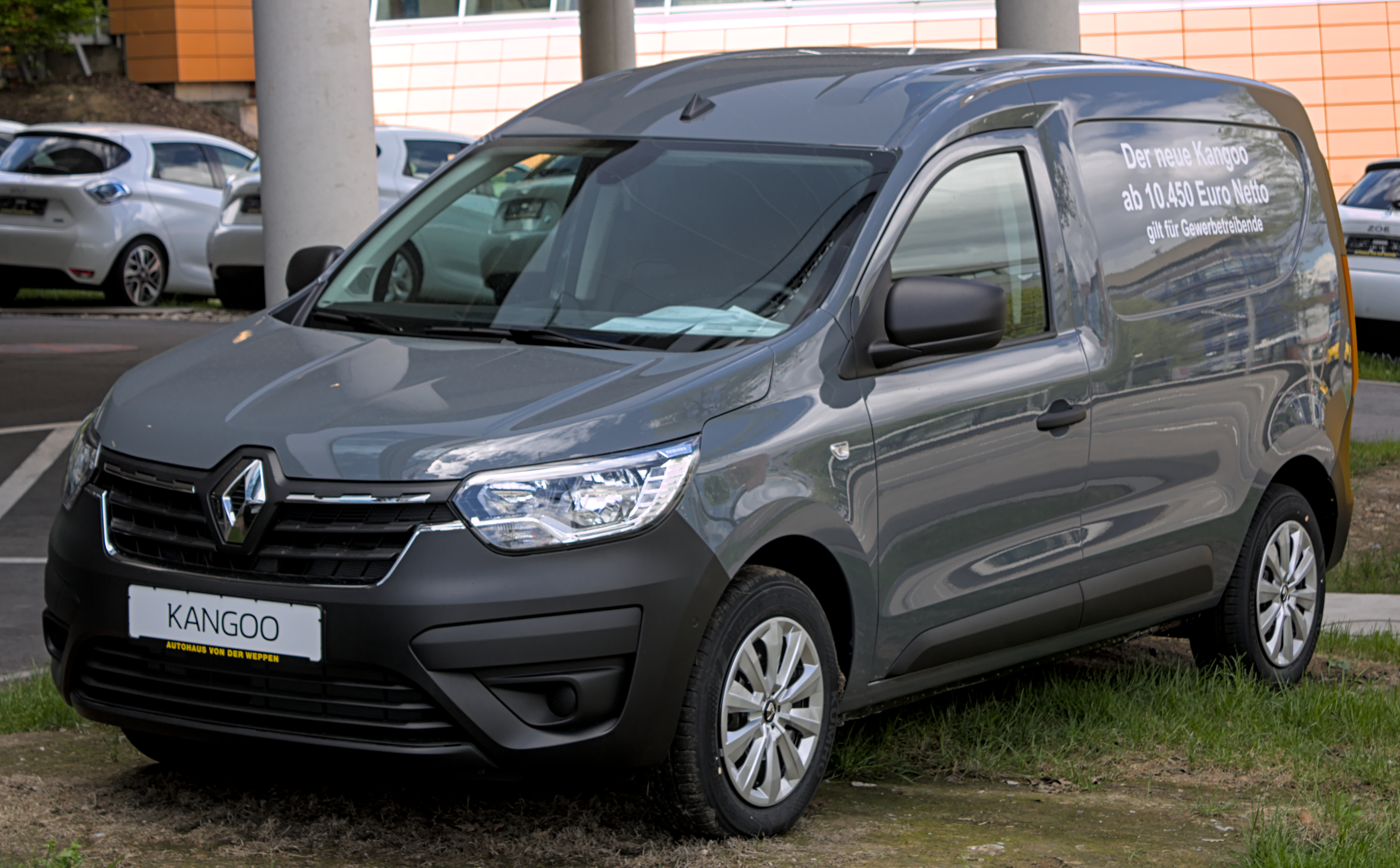
エクスプレス